# Eskort
| Eskort                                                                                                   |
| --- |
| - Betydelse – följeslagare av något slag - Varianter – vakt eller beskydd - Relaterade ord – poliseskort |

En eskort är en följeslagare och kan fungera som vakt eller som underhållare. En polis eller vakt kan eskortera en hotad eller farlig person, ett eskortfartyg kan eskortera en hotad grupp med fartyg.

## Varianter
Den allmänna betydelsen beledsagare används för eskortjagare, i samband med poliseskort eller liknande.
Eskortuppdrag kan ske på många olika sätt. Termen eskort kan bland annat avse en person eller personer eller föremål som följer med annan (viktig) person eller viktigt föremål som skydd (och sällskap), som en typ av skyddsfölje. Om eskorteringen görs till sjöss, sker det med en eskortjagare eller ett eskortfartyg. 
En hotad person kan få poliseskort. Uniformerade vakter kan eskortera en dömd person under en fångtransport, för att förhindra risken för rymning.

## Etymologi och andra betydelser
Ordet eskort finns i svensk text sedan 1625 och efter franskans escorte med samma betydelse. Ursprunget är italienskans scorta (även det med betydelsen 'eskort'), en avledning av verbet scorgere, 'iaktta, ledsaga'.